# Europese wandelende tak
De Europese wandelende tak (Bacillus rossius), die ook mediterrane wandelende tak wordt genoemd, is een wandelende tak die wijdverspreid voorkomt in het Middellandse Zeegebied. 
Door de Phasmid Study Group wordt deze wandelende tak aangeduid met PSG: 3.

## Kenmerken
Deze wandelende tak wordt 5 tot 10 centimeter lang. Het lichaam is slank en staafvormig, groen of geelbruin gekleurd. De voelsprieten hebben 20 tot 25 segmenten. Bij de vrouwtjes zijn deze korter dan bij de mannetjes.

## Ondersoorten
- Bacillus rossius catalauniae Bullini, 1982 (Spanje)
- Bacillus rossius lobipes Lucas, 1849 (Algerije)
  - = Bacillus lobipes Lucas, 1849
  - = Epibacillus lobipes (Lucas, 1849)
- Bacillus rossius medeae Nascetti & Bullini, 1983 (Algerije)
- Bacillus rossius montalentii Bullini, 1982 (Algerije)
- Bacillus rossius redtenbacheri Padewieth, 1899 (Kroatië)
  - = Bacillus redtenbacheri Padewieth, 1899
- Bacillus rossius rossius (Rossi, 1790) (Zuid-Engeland, Frankrijk, Spanje, Italië)
  - = Epibacillus chopardi Capra, 1937
  - = Clitumnus dentatus Brunner von Wattenwyl, 1907
  - = Mantis rossia Rossi, 1790
  - = Phasma rossia (Rossi, 1790)
  - = Mantis filiformis Cyrillo, 1787

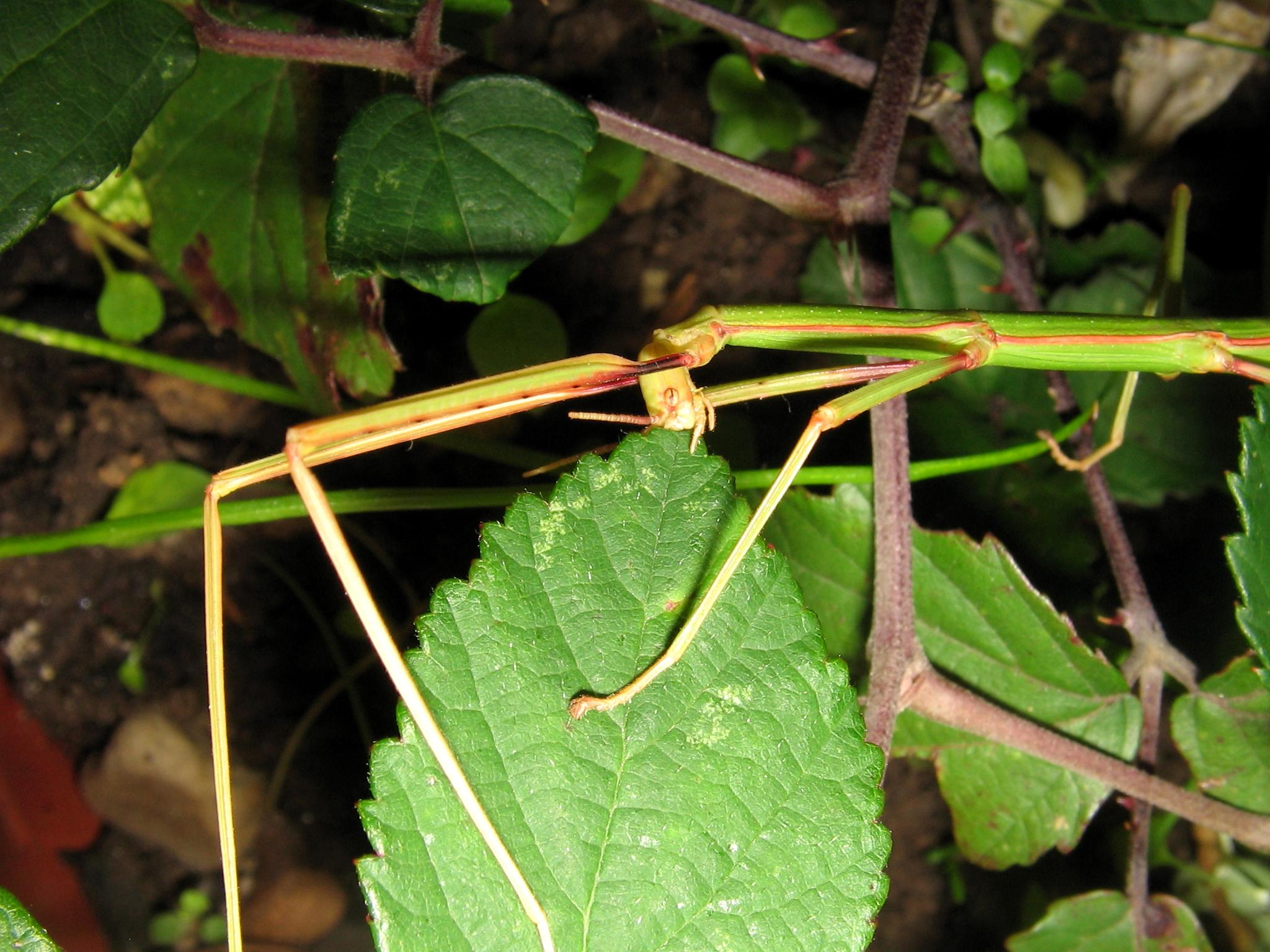
Vrouwtje eet van een braamblad

  - = Bacillus rossii Rossi, 1790
  - = Bacillus rossi Rossi, 1790